# Bernd Hogrefe
Bernd Hogrefe (* 1948 in Bremen) ist ein Brigadegeneral außer Dienst des Heeres der Bundeswehr. 

## Leben

### Kindheit, Ausbildung und erste Verwendungen
Hogrefe trat 1967 in die Bundeswehr ein und absolvierte bis 1970 als Offizieranwärter die Offizierausbildung zum Offizier des Truppendienstes der Fernmeldetruppe des Heeres an der Fernmeldeschule des Heeres und an der Offizierschule des Heeres. Danach durchlief er bis 1978 Verwendungen als Zugführer und Fernmeldeoffizier. Er wechselte die Truppengattung zur Panzertruppe und wurde Kompaniechef im Panzerlehrbataillon 94 in Munster.

### Dienst als Stabsoffizier
Von 1978 bis 1980 absolvierte Hogrefe den 21. Generalstabslehrgang Heer an der Führungsakademie der Bundeswehr in Hamburg, wo er zum Offizier im Generalstabsdienst ausgebildet wurde. Anschließend wurde er G3 Operationsführung des I. Korps in Münster. Ab 1982 war er G3 Operationsplanung der Heeresgruppe Nord in Rheindahlen, ab 1985 Referent Konzeptionelle Weiterentwicklung Kampf im Führungsstab des Heeres (Fü H) VI 2 im Bundesministerium der Verteidigung (BMVg) in Bonn. 1987 wurde Hogrefe Bataillonskommandeur des Panzerbataillons 84 in Lüneburg. Ab 1989 folgten Verwendungen als Referent Bundeswehrplanung im Leitungsbereich BMVg, ab 1991 als Chef des Stabes der 12. Panzerdivision in Veitshöchheim und ab 1993 als Referatsleiter des Referats IV 4 im Führungsstab der Streitkräfte (Fü S) im BMVg. Von 1994 bis 1995 besuchte er das United States Army War College in Carlisle, Pennsylvania, Vereinigte Staaten. 

### Dienst als General
1995 wurde Hogrefe Abteilungsleiter G3 im Heeresführungskommando in Koblenz, ab dem 1. Mai 1999 stellvertretender und ab dem 1. Oktober 1999 Leiter des Führungszentrums der Bundeswehr in Bonn. Anschließend wurde er letzter Chef des Stabes des IV. Korps in Potsdam und danach des Einsatzführungskommandos der Bundeswehr in Schwielowsee, in dem das IV. Korps aufging.